# Горица (округ)
Округ Горица (итал. Provincia di Gorizia, словен. Goriška pokrajina) је округ у оквиру покрајине Фурланија-Јулијска крајина, у североисточној Италији. Седиште округа и највеће градско насеље је истоимени град Горица.
Површина округа је 466 km², а број становника 136.477 (по попису из 2001. године).

## Природне одлике
Округ Горица се налази у крајње североисточном делу државе, на граници са Словенијом. Источни део округа је брдски и припада области Динарида са израженим крашким облицима рељефа. Западни је равничарски, део Падске низије. Најважнији водоток је река Соча, која овде тече доњим делом тока.

## Становништво
По последњим проценама из 2008. године у округу Горица живи више око 140.000 становника. Густина насељености је преко 300 st/km².
Поред претежног италијанског становништва, у округу живи и словеначка национална мањина у Италији. Она данас чини 11% становништва округа, а словеначки језик је козваничан у 9 од 25 општина у округу.

## Општине и насеља
У округу Горица постоји 25 општина (итал. Comuni).
Најважније градско насеље и седиште округа је град Горица (36.000 становника). Други по важности је град Монфалконе (28.000 становника). Једини приморски град је Градо.